# Aristolochia championii
Aristolochia championii Merr. & Chun – gatunek rośliny z rodziny kokornakowatych (Aristolochiaceae Juss.). Występuje naturalnie w południowo-wschodniej części Chin, w prowincjach Guangdong, Kuejczou i Syczuan oraz w regionie autonomicznym Kuangsi-Czuang.

## Morfologia
PokrójBylina pnąca o trwałych, omszonych i żółto-brunatnych pędach.
LiścieMają eliptycznie lancetowaty lub liniowo lancetowaty kształt. Mają 15–30 cm długości oraz 2,5 cm szerokości. Nasada liścia ma zaokrąglony kształt. Z tępym wierzchołkiem. Są brązowe i owłosione od spodu. Ogonek liściowy jest owłosiony i ma długość 1–2 cm.
KwiatySiedzące, zebrane są po 2–5 w gronach o długości 2–30 cm. Mają zielono-żółtawą barwę i 10–12 cm długości. Podsadki mają lancetowato owalny kształt.
OwoceTorebki o elipsoidalnym kształcie. Mają 6–8 cm długości i 3 cm szerokości.

## Biologia i ekologia
Rośnie w gęstych lasach. Występuje na wysokości od 500 do 900 m n.p.m. Kwitnie w czerwcu i lipcu, natomiast owoce pojawiają się od września do listopada.